# Siphona pseudomaculata
Siphona pseudomaculata là một loài ruồi trong họ Tachinidae.